# Chimá
Chimá – miasto w Kolumbii, w departamencie Córdoba.